# Centaurea carratracensis
Centaurea carratracensis là một loài thực vật có hoa trong họ Cúc. Loài này được Lange mô tả khoa học đầu tiên.